# Zomato
Zomato（ゾマト）は、インドの同名企業が運営するグルメサイト。インドハリヤーナー州グルグラム（グルガーオン）の企業。キャッチフレーズは「Never have a bad meal.」。
2008年にサービスを開始し、登録された飲食店からのデリバリーサービスも展開している。インドに発するECサイトのユニコーン企業としては最初に黒字化するものとみられている。
2018年2月時点では、世界24ヶ国にサービスを展開し、120万件のレストランを登録している。
日本では日本版グルメサイトの1つである「食べログ」と類似したサービスと紹介されることも多い。

## 歴史

2015年時点のZomatoのサービス展開国

2008年にDeepinder GoyalとPankaj ChaddahがFoodiebay.comを創業、同名のサービスを開始する。
2010年に会社名、およびサービス名を現行の「Zomato」に変更する。旧名称には「eBay.com」が含まれており、法的に懸念があったことと、「Food」という単語があったため、食事やレストラン主体となり、飲酒やナイトクラブに関する店舗の情報を取り扱いにくくなるといった問題があった。
2011年、インドの5都市（バンガロール、プネー、チェンナイ、ハイデラバード、アフマダーバード）にサービスを展開する。2012年にはインド以外（アラブ首長国連邦、スリランカ、カタール、イギリス、フィリピン、南アフリカ共和国）へサービスを拡大展開する。2013年にはニュージーランド、トルコ、ブラジル、インドネシアでのサービスを拡大展開すると共に、英語以外にトルコ語、ブラジルポルトガル語、インドネシア語への対応も行っている。2014年にはポルトガルにサービスを拡大展開している。
2015年、アメリカ合衆国のグルメサイト「Urbanspoon」を買収し、アメリカ、カナダ、オーストラリアへの拡大展開した。
2017年、月額会員制プランとなる「Zomato Gold」を発表。月会費を支払ってプレミアム会員となると、インド国内1200以上のレストランで無料フードや無料ドリンクサービスが利用できる。
2018年には中華人民共和国のアリババグループの金融関連会社アント・フィナンシャルから約2億USドルの出資を受けた。

## 特色
他のグルメサイトに無い特色として、Zomato従業員が実際に店に出向いて情報を入手している点が挙げられる。店の写真、料理の写真は従業員が撮影し、メニューをスキャンしたものをZomatoに掲載している。また、3ヶ月ごとに店を再訪し、情報の正確性を確認している。
これは、先行する類似サービスのYelpがクラウドソーシングで店や料理の情報を収集していたことに対する差別化戦略であった。事実、Zomatoは2008年の設立当初には、質の高いグルメデータを収集することを目的として大規模な従業員雇用を行っている。
しかしながら、Zomatoの成功、急成長を受けてグルーポン、オープンテーブルといった大規模業者がZomatoの方式に追従すると、Zomatoはレストランの情報管理、情報配信、オンライン注文とデリバリーサービスといったB向けサービスに注力するようになった。併せて、今後の投資のため、バーンレート（会社を経営していくために必要とされる1ヶ月の資金の指標）を抑止することを目的として、2015年にはコンテンツを管理する人材のうち、全体の10%にあたる300人の解雇を行った。Urbanspoon買収後でもあり、アメリカ地域での解雇者数が最も多く、これに反発するユーザーからのコメントが殺到した。

## 事件
- 2017年、ハッキングによって、顧客のメールアドレスとパスワード、クレジットカード情報といった顧客情報、約1700万人分が流出した[8]。
- 2018年、マドゥライでZomatoのフードデリバリーを行っていたスタッフが配達中の料理の盗み食いを行っていた模様が撮影され、ソーシャルメディアで拡散された。Zomato側はスタッフ本人との話し合い、調査の末、該当スタッフを解雇している[9]。